# Sokół atakujący gołębia
Sokół atakujący gołębia (niem. Falke auf eine Taube stoßend) – obraz olejny namalowany przez niemieckiego malarza i grafika Adolpha von Menzla w 1844 roku, znajdujący się w zbiorach Starej Galerii Narodowej w Berlinie.

## Opis
Jest to jedno z wcześniejszych dzieł Menzla, które zostało namalowane farbą olejną na kilku arkuszach papieru i osadzone na drewnianej płycie. Służyło jako wizerunek tarczy w klubie strzeleckim, o czym świadczą liczne, później naprawione otwory po kulach. Obraz znalazł się w posiadaniu Starej Galerii Narodowej w Berlinie w 1906 roku. Sprzedał go berliński handlarz dziełami sztuki Ernst Zaeslein. W książce Georga Dehio Geschichte der deutschen Kunst, obraz został opisany jako arcydzieło, który nie cieszył się wielkim uznaniem u Adolpha von Menzla.
Obraz przedstawia sokoła z rozwartym dziobem i rozpostartymi pazurami, rzucającego się od góry z prawej na białego gołębia, który nadlatując od lewej strony, także z rozstawionymi nogami i zagiętym rozpostartym ogonem, układa się do lądowania. Scena ukazana jest w pełnym formacie: rozpostarte skrzydła brązowego drapieżnego ptaka sięgają do lewego górnego rogu obrazu i jego górnej krawędzi, natomiast pióra ogona ofiary kończą się tuż nad dolną krawędzią obrazu. Tło stanowi przedstawienie nieba, które w kierunku krawędzi obrazu przybiera ponury, szaro-zielonkawy odcień i zdaje się wtapiać w dół w sugerowaną scenerię lasu lub miasta, natomiast w centrum jest więcej błękitu. Punkt kompozycji, przestrzeń pomiędzy gotowym do złapania dziobem a szponami sokoła i gołębia, podkreśla biała chmura w tle.